# سایوز تی۱۴
سایوز-تی۱۴ (به روسی: Союз )(به معنای اتحاد) نهمین مأموریت سرنشین دار سازمان فضایی شوروی به سمت ایستگاه فضایی سالیوت۷ بود که به دلیل بیماری یکی از فضانوردان زودتر از تاریخ برنامه ریزی شده به اتمام رسید و فضانوردان  به زمین بازگشتند.

## خدمه مأموریت
| شماره | نام                          | ملیت               | تعداد پرواز | نقش عملیاتی | تصویر |
| 1     | ولادیمیر واسیوتین            | اتحاد جماهیر شوروی | ۱           | فرمانده     |       |
| 2     | گئورگی گرچکو                 | اتحاد جماهیر شوروی | ۳           | مهندس پرواز |       |
| 3     | الکساندر الکساندروویچ وولکوف | اتحاد جماهیر شوروی | ۱           | محقق فضایی  |       |